# Панкок, Отто

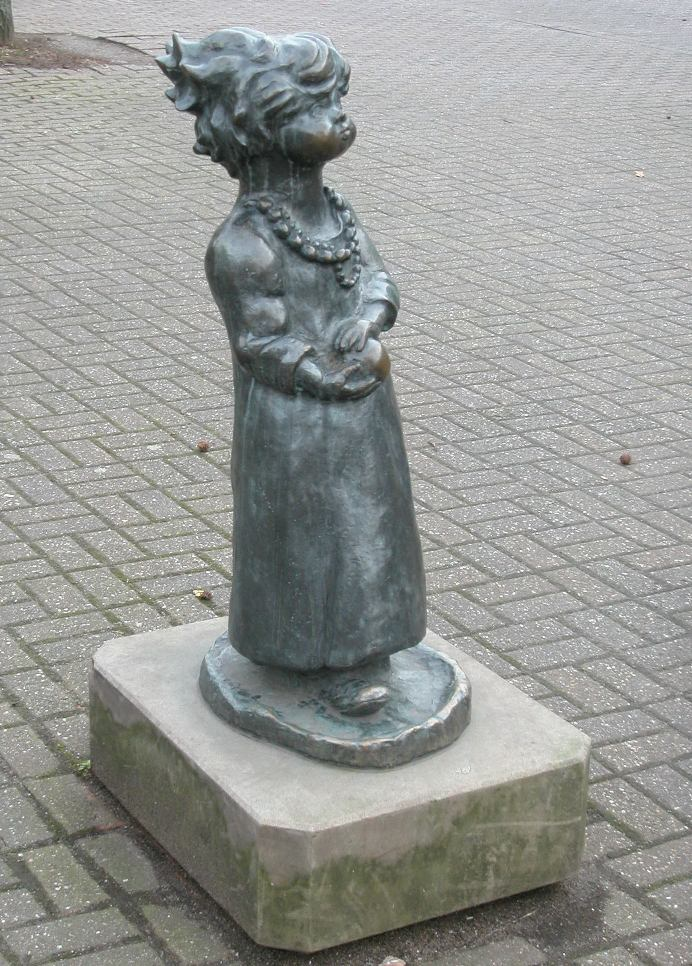
Отто Панкок Девочка с мячом

Отто Панкок (нем. Otto Pankok; 6 июня 1893, Мюльхайм-ан-дер-Рур — 10 октября 1966, Везель) — немецкий живописец, график и скульптор.

## Жизнь и творчество
С 1913 года О. Панкок изучал живопись и скульптуру в Академии искусств Дюссельдорфа и затем — в веймарском Саксонском университете изящных искусств (ныне университет Баухауз). Весной 1914 года он прерывает учёбу и селится в Дётлингене, где тогда существовала колония художников. Уже осенью того же года Панкок выставляет свои первые «дётлингенские работы» в Ольденбурге. Многие из них были посвящены социальной тематике, изображали тяжёлую жизнь простых людей. С началом Первой мировой войны, зимой 1914 года, художника отправляют на Западный фронт, в северную Францию, где он вскоре был тяжело контужен. После длительного лечения в госпиталях Панкок был в 1917 комиссован.
С 1919 года О.Панкок живёт в Дюссельдорфе и вступает в художественную группу «Молодой Рейнланд», в которой поддерживает дружеские отношения с Отто Диксом и Генрихом Вольгеймом. В 1921 году он женится на журналистке Хульде Дросте. В последующие годы художник много путешествует — он посещает Тюрингию, Балтийское побережье, Нижний Рейн, Нидерланды, Италию, Францию и Испанию. В 1931 году начинается его дружба с цыганами синти, жившими табором возле Дюссельдорфа. Цыганская тематика очень занимала художника, оставившего множество художественных работ (особенно графических), ей посвящённых.
После прихода к власти в Германии национал-социалистов О.Панкок удаляется в 1935 году в добровольное изгнание в сельскую местность Мюнстерланда. В 1936 году нацисты запрещают ему рисовать и ваять. В 1937 году они конфисковали 56 его работ в немецких музеях, объявив их дегенеративным искусством. На выставках «Дегенеративное искусство» в Мюнхене и в других городах Германии были представлены «цыганские» литографии художника.
С 1941 по 1946 год Р. Панкок живёт вместе со своей семьёй в городке Пеш, в Айфеле. Его дом в Дюссельдорфе был разрушен во время бомбёжки в 1942 году. После окончания войны и восстановления разрушенного дома в 1946 году Панкок возвращается в Дюссельдорф, где с 1947 до 1958 занимает должность профессора в местной Академии искусств. Среди его учеников следует отметить писателя Гюнтера Грасса. В этот период художник совершает несколько поездок в Югославию и во Францию.
Отто Панкок оставил после себя более 6000 рисунков углём, около 800 ксилографий, более 800 гравюр, около 500 литографий, многочисленные иллюстрации для дюссельдорфской газеты «Der Mittag» и более 200 скульптур.

## Награды
- член Германской Академии художеств
- 1953: Премия за графику на биеннале в Сан-Паулу
- 1965: Рурская премия города Мюльхайм-на-Руре
- В 1997 писатель Гюнтер Грасс основывает фонд Отто Панкока.
- В городе Мюльхайм-ан-дер-Рур одна из гимназий носит имя художника.
- В 2013 году за спасение евреев в годы Холокоста израильским Институтом героизма и катастрофы Яд Вашем вместе со своей женой признан праведником народов мира[5].